# Traian Brădean
Traian Brădean ( n.4 iulie 1927 în comuna Comlăuș, Arad – 15 februarie 2013 București) a fost un pictor și desenator român, profesor universitar la Universitatea Națională de Arte București din București, unul dintre maeștrii artei contemporane românești. Absolvent al Liceului de Artă din Timișoara la clasa profesorului Iuliu Podlipny și al Universitatea Națională de Arte București, în anul 1956, la clasa de pictură a profesorului Alexandru Ciucurencu. Până în 1987 a fost profesor la Institutul de Arte Plastice din București. Are prima expoziție personală în 1957 la Galeria "Galatea" din București, unde este felicitat de către maeștrii Corneliu Baba și Cornel Medrea, care îi cumpără câteva desene. Traian Brădean a fost căsătorit cu pictorița Angela Popa Brădean, împreună fiind părinții pictorului Liviu Brădean.

## Studii
- 1942-1948 ucenic-zețar, în Timișoara
- 1947-1950 Liceul de Arte din Timișoara, la clasa profesor Iuliu Podlipny, desen și gravură
- 1956 Absolvă Universitatea Națională de Arte București, la clasa maestrului Alexandru Ciucurencu

### Expoziții personale
- 1O Expoziții în București : 1957, 1963 ,1968 ,1975 ,1981 ,1984 ,1987 ,1994, 1995 ,1997, 2000, 2007; Expoziție la Buzău 1989;

### Expoziții de grup
- 1974 București; 1979 Istanbul; 2007 Palatul Cotroceni; 2008 Elite Art Gallery, „Seniori ai picturii românești contemporane”;

### Participări la Expoziții românești peste hotare[2]
- 1962 Praga; 1963 ,1970 Roma; 1965 Leipzing; 1966 Plovdiv; 1969 Tel Aviv, Moscova,Tallin, Helsinki, Viena, Beiruth; 1972 Freiberg, Bamberg, Milano, San Marino; 1973 Termi, Ravenna, Amalfi, Livorno, Todi, Veneția, Moscova; 1974 Palermo, Damasc ,Sofia ,Praga, Aleppo ,Tunis ,Cairo; 1975 Ciudat de Mexico; 1977 Lisabona, Paris, Praga, Beijing, Dortmund, Sofia, Ankara; 1978 Iran, Portugalia; 1979 Madrid, Beijing, Moscova; 1981 Iugoslavia, Bulgaria, Austria; 1982 Grecia, URSS, Brazilia; 1983 U.S.A.; 1985, 1986 Anglia; 1985,1986 Grecia; 1989 Finlanda; 1991 Franța; 1992 Belgia; 1993,1994,1995 Olanda;

### Expoziții internaționale
- 1972 Bienala Internațională de pictură-Kosice
- 1976 Praga
- 1976 Festivalul Internațional de pictură-Canes-sur Mer -Franța
- 1983 Expoziția Trienala de pictură-Sofia
- 1986 Expoziția Internațională de carte -Turcia

## Cărți ilustrate - selecție[3]
- 1952 A.G. Vaida, Povestiri din anii grei
- 1956 Dumitru Almaș, Alei codrule
- 1965 Mihai Eminescu, „Proză literară”
- 1967 Ilustrează împreună cu Prof. Dr. Gheorghe Ghițescu, Manualul de Anatomie Artistică
- 1974 Ioan Slavici, Moara cu noroc,
- Alexandru Sahia - Întoarcerea tatii din război, Editura Tineretului

### Premii[4]

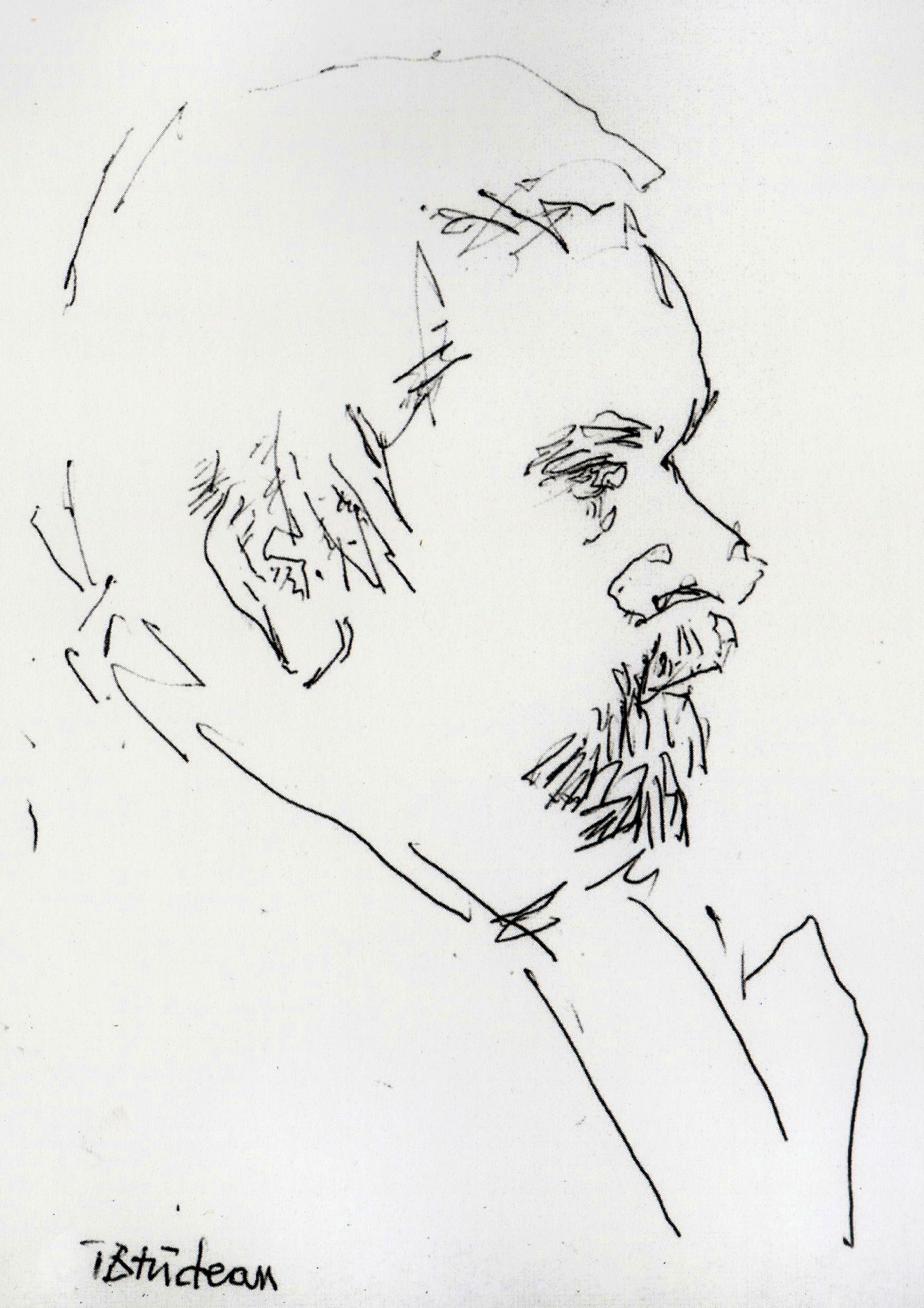
Portretul lui Sorin Adam

- 1963 Premiul întâi, Expoziția Internațională de carte
- 1965 Premiul pentru ilustrație de carte, cartea Mihai Eminescu proză, Cartea anului 1965
- 1968 Ordinul „Meritul Cultural” clasa a IV-a „pentru activitate deosebită în domeniul artelor plastice”[5]
- 1974 Premiul Național U.A.P. pentru pictură
- 1977,1979,1981 Premiul întâi la Festivalul Național Cântarea României
- 1976 Ordinul Meritul Cultural
- 1978 Premiul Academiei Române pentru pictură „Ion Andreescu”
- 1983 Premiul Rafael, Italia (Placheta „500 de ani de la nașterea lui Rafael”)
- 2004 Meritul Cultural în Grad de Comandor[6]

## Muzee în care Traian Brădean este prezent cu lucrări[7]
- Muzeul Național de Artă Braila - România
- Muzeul Național de Artă București - România
- Muzeul de Artă Vizuală Galați - România
- Muzeul Național de Artă Arad - România
- Biblioteca Academiei Române, Cabinetul de Stampe, Desene și Gravuri, București
- Muzeul de Artă "Vasile Grigore - pictor și colecționar",București
- Moscova - Russia (Tretiakov Museum)

### Opera

Fragment din mozaicul parietal „Eroismul poporului român în opera de industrializare socialistă”, realizat de Traian Brădean și Iacob Lazăr, și amplasat pe peretele clădirii ROMUPS din Suceava. Opera a fost distrusă în 2007, odată cu clădirea pe care se afla.

- Fin desenator, artistul crede înainte de toate în posibilitățile formative ale desenului. Venită din interior dintr-un profund și secret de filtrare și esențializare, linia pe care o așterne pe hârtie sau pe pânză poartă o inedită sarcină energetică. Dur, pregnant sau abia ivit în câmpul imaginii, ductul grafic vădeste o solidă formație săvârșită în cultul pentru valorile tradiționale. Personaje aducătoare aminte de lumea munților și a șesurilor copilariei ,chipuri luminate de legendă si istorie populează în atitudini firești desenele și tablourile sale .În condițiile acestei prevalențe a desenului, se afirmă totodată înzestrarea sa de colorist dovedită de armoniile rafinate, de subtilele treceri de la tonalitățile reci la cele calde, de griurile ce compun ecrane sensibile, vibrante, pentru personajele din prim- plan .[8] (Constantin Prut,Dicționar de artă modernă Ed.Albatros 1982)

A ilustrat peste 20 de cărți de literatură,printre care poezii de Eminescu , a executat desenele la “Anatomia artistica” a Profesorului-Doctor Gheorghe Ghițescu. A participat la concursuri de artă monumentală, a făcut proiecte pentru decorația murală a Teatrului Național și pentru Metrou. A desfășurat o bogată activitate didactică fiind profesor la Institutul de arte plastice “Nicolae Grigorescu” din București. Lucrări ale sale se află în multe muzee și colecții particulare din întreaga lume.

## Aprecieri
- Pictorul oferă numai ceea ce înțelege plastic și stăpânește tehnic, și aceasta dă operei lui sinceritate. El poate justifica toate detaliile demersurilor sale plastice...

Brădean nu se alătură pictorilor care nu știu ce să creadă sau pe cine să creadă.
El are certitudini câștigate cu mari sacrificii, deoarece opera sa emană încredere. Profesor Doctor Gh. Ghițescu, 1977
- ...Sârguința, o stare ce multora le pare înzilele noastre înlocuibilă prin spectaculoase artificii, pictorul și-o cultivă cu precizie și Brădean nu caută subtilitățile celor „două tonuri” care fac bine împreună, ale colosistului și nici nu cunoaște cele o sută de poze ale portretistului, care se teme de mecanismele simplificatoare și generalizatoare ale memoriei.

Pictura sa este lipsită de misterul urcat în abisurile subconștientului și ocolește acea exprimare vagă, în care totul este adevărat.
Brădean nu are indescriptibilul și intraductibilul farmec al pictorului alchimist și vrăjitor, dar virtuțile particulare ale personalității lui nu sunt oare prin, prin coerența lor minunată, misterul însuși? > Profesor Doctor Gh. Ghițescu
- Expoziția lui Traian Brădean, cea dintâi expoziție de pictură - pentru că în cea personală din 1957 nu a prezentat decât desene și acuarele - demonstrează talent și seriozitate.

Desigur, bogatul ansamblu de ilustrații de carte, desene - unele ușor acuarelate pot părea de o mai mare forță expresivă, prin aceasta Traian Brădean dovedește fără sforțare că este un înzestrat desenator.Cele câteva portrete și peisajul uman al priveliștilor țării noastre confirmă înzestrarea picturală a autorului lor. N. Argintescu- Amza
- (...)Construită de-a lungul unei activități de peste douăzeci de ani, arta lui Traian Brădean legitimează- în unitatea meștesugului - energii, forme, moduri și armonii mereu în geneză, deschise unei finalități spirituale. Iar pe pictor arta sa îl situează printre cei călăuziți de conștiință modernă, modelată de realitățile timpului nostru, care a asociat aspirației poezia înfăptuirii și evenimentului, sentimentului istoriei...[12] Raoul Șorban

- Desenul lui Traian Brădean nu ține de performanța tehnică, ci de chinuitoarea deliberare a celui ce caută comunicării forța extrem de elocventă, sensibilă, unică și perfect comprehensibilă... Atent la posibilitățile de acces către adevăr, pictorul protejează emoția, purificându-i doar fervoarea și cristalinele accente de sinceritate, fiindcă destrămarea picturii și a adevărului ei, o știe, începe de la destrămarea sentimentului.Remarcabile la Brădean sunt sensibilizarea mazimă a vizualului, și prin el al unei austere armonii plastice, refuzul oricărui indiciu literar și al oricărui impuls calofil...[13] Cornel Radu Constantinescu

## Caracterizarea criticului de artăCorneliu Ostahie
- Modul autentic de a fi tradițional

Cu vreo două luni înainte să mă apuc de scrierea acestui articol am realizat un interviu cu maestrul Traian Brădean. Conform obiceiului meu, dar și înțelegerii pe care am avut-o cu domnia sa, i-am arătat textul ce urma să fie trimis la tipar. M-a sunat după vreo două zile și mi-a spus că are câteva „mici observații”. Cu toate că eram călit în tot felul de dispute și negocieri consumate de-a lungul timpului cu diverși intervievați care, în situații similare, voiau pur și simplu să schimbe cu totul ceea ce declaraseră inițial în fața reportofonului, mărturisesc că m-a încercat o emoție de debutant. Am luat la repezeală dublura manuscrisului și un pix, pregătindu-mă de ceea ce era mai rău, mai ales că de această dată mi-ar fi fost greu să-i refuz unui asemenea interlocutor eventualele modificări de substanță pe care mi le-ar fi cerut. M-am liniștit însă repede: maestrul voia doar să adaug câte o sintagmă pe ici-pe colo, mai precis să pun înaintea numelor unor ilustre personalități evocate de el în interviu cuvintele “domnul profesor” sau, după caz, “domnul doctor”. Era vorba de Anastasie Demian, Gheorghe Ghițescu și Alexandru Ciucurencu, oameni de care se simte extrem de apropiat și pentru care manifestă un respect enorm și, mai ales, viu, dincolo de faptul că aceștia au pășit de mult în lumea umbrelor. Faptul acesta nu m-a lăsat deloc indiferent, deoarece mi-am dat imediat seama că pentru Traian Brădean atât Anastasie Demian, cât și Gheorghe Ghițescu sau Alexandru Ciucurencu sunt astăzi la fel de prezenți în existența și în trăirile sale ca și atunci când erau în viață. De aici și sfiala domniei sale de a le rosti numele altfel decât însoțite de formulele ceremonioase care exprimă recunoștința și admirația față de ei. M-am gândit atunci și mă mai gândesc și acum dacă nu cumva ar trebui să-i urmez exemplul și să scriu peste tot în acest articol “domnul profesor Traian Brădean” și nu doar “pictorul Traian Brădean” sau “maestrul Traian Brădean”. Asta pentru că atât persoana, cât și arta domniei sale îmi impun un sentiment de prețuire profundă și cât se poate de sinceră. Dacă n-o s-o fac totuși, aș vrea să fiu crezut pe cuvânt de onoare că motivele țin exclusiv de chestiuni stilistice.
- Talent moștenit

Primul concept care mi-a venit în minte atunci când am încercat să schițez o evaluare critică personală a creației lui Traian Brădean a fost cel de autenticitate. Un concept despre care este relativ ușor să vorbești în general , dar care este infinit mai greu de probat într-un caz particular. Și, totuși, în situația de față dificultatea este doar aparentă, deoarece argumentele pe care mă pot sprijini sunt numeroase și la îndemână. O să mă refer, în cele ce urmează, la două dintre ele. Mai întâi este vorba despre un desen datând din 1957, dar care nu aparține maestrului, ci mamei acestuia, Livia Brădean. Este un portret a cărui expresie generală, alături de ductul continuu, amintește în mod frapant de Henri Matisse. Povestea lui este deosebit de interesantă și cât se poate de relevantă pentru mica demonstrație în care m-am angajat. Cu prilejul primei sale expoziții, deschisă în 1957 după cum aminteam mai sus, tânărul, pe atunci, pictor Brădean și-a invitat mama la vernisajul de la galeria Galateea. A doua zi a adus-o din nou în expoziție și, la un moment dat, a lăsat-o singură în sală, el dând o fugă la facultate, unde avea de rezolvat niște probleme urgente. Ca să nu se plictisească, doamna Livia a luat o coală de hârtie și un creion și a început să deseneze, modelul fiind una din pânzele de pe simeze. Când s-a întors, fiul a fost realmente surprins de ceea ce ieșise din mâna mamei sale - o lucrare plastică de o modernitate cu totul neașteptată, exprimând o viziune puternic personalizată care avea doar o vagă legătură cu lucrarea de pe perete. Desenul acela, pe care maestrul îl păstrează cu sfințenie în atelierul său, părea cu atât mai puțin verosimil, cu cât autoarea lui nu era artist plastic, nu avea studii în domeniu și nu-și mai manifestase niciodată talentul într-o manieră atât de decisă. Nu știu ce explicație a găsit până la urmă artistul chestiunii cu pricina. Pentru mine însă, sensul acestei întâmplări, pe care el mi-a povestit-o cu emoție și cu duioșie, este cât se poate de limpede: harul său nu a apărut din nimic, nu este un produs de sinteză obținut și cizelat exclusiv în școli sau ateliere, ci o componentă moștenită, un dat autentic al dimensiunii creatoare a personalității sale.
Al doilea fapt cu valoare de argument pe care doresc să-l invoc aici este legat de răsfoirea recentă a unui caiet de desene, pe coperta căruia este inscripționat anul 1946. Atunci, Traian Brădean avea doar 19 ani și încă nu dăduse admiterea la liceul de artă. Cu toate acestea, expresivitatea și calitatea artistică ale acelor desene sunt cu totul excepționale. Maestrul mi-a mărturisit chiar că, privindu-le acum prin prisma experienței și exigențelor profesionale pe care le-a acumulat în cei 50 de ani care au trecut de la conceperea lor, constată el însuși cu mirare că la multe dintre ele nu ar avea nimic de îndreptat. Aceasta este o altă probă indubitabilă a autenticității talentului artistului și a capacității sale timpurii de a interpreta corect, plauzibil și, mai ales, valid din punct de vedere estetic sursele de inspirație, în transfigurarea cărora s-a folosit de un limbaj plastic surprinzător de bine însușit înaintea oricărei asimilări didactice instituționalizate.
- O filosofie victorioasă

Ecuația accesului în sfera înțelesurilor subtile ale artei lui Traian Brădean nu poate sta însă într-un singur termen. Pe lângă autenticitate, mai trebuie aduse în discuție și relația cu tradiția, și rigoarea carteziană a definirii și compunerii câmpului plastic. Nu întâmplător, în motivarea unor “Note de curs la măiestrie” (1974), artistul considera că “Originalitatea aparține secolelor care au mistuit tot ceea ce a fost fals, neclar și netradițional”. Cu alte cuvinte, timpul a sancționat fără drept de apel lipsa de autenticitate, viziunile confuze, eclectice și improvizate, precum și tentativele de rupere totală a discursului artistic de propriile lui rădăcini. Mai rezultă din scurta frază de mai sus că originalitatea – himera după care aleargă toți artiștii, indiferent de genul în care se exprimă și de anvergura înzestrărilor lor – nu este altceva decât sinteza dintre evidența originară, limpezimea mesajului exprimat și tradiție. Pentru a îndepărta orice posibilă interpretare eronată ar trebui, poate, subliniat și faptul că a fi tradițional nu este, în viziunea lui Traian Brădean, un mod deliberat de raportare voluntară, mai mult sau mai puțin inspirată, la trecut și la istorie, ci o calitate intrinsecă a chiar faptului de a fi autentic. Prin această abordare, nici chiar inovațiile stilistice revoluționare nu intră în contradicție cu modul de a fi tradițional.
Grație unei astfel de filosofii, Traian Brădean și-a revendicat în mod constant filiația artistică de la anticii greci, romani și egipteni, purtând-o prin marile experiențe ale Renașterii și situând-o chiar în proximitatea unor titani moderni de talia lui Braque sau Picasso. Firește, nu este vorba de influențe directe și nici de comparații fără acoperire, ci de asimilarea spiritului creației cu adevărat autentice, spirit pe care l-a imprimat operei sale în funcție de determinările induse de contextele, impulsurile, dar și inevitabilele limitări ale propriilor aspirații realizabile.
Alături de toate acestea, este nevoie să readucem în discuție rigoarea care caracterizează întreaga operă plastică a artistului. Repudierea ezitărilor și a anarhiei pe care lipsa de prețuire a acurateții limbajului plastic le poate introduce în structura imaginii, viciind statutul de autenticitate al acesteia, este vizibilă în fiecare desen și în fiecare pictură a sa. Într-un comentariu din 1977, profesorul Gheorghe Ghițescu nota: “Pictorul oferă numai ceea ce înțelege plastic și stăpânește tehnic, și aceasta dă operei sale sinceritate. El poate justifica toate detaliile demersurilor sale plastice (…) Brădean nu se alătură pictorilor care nu știu ce să creadă sau pe cine să creadă. El are certitudini câștigate cu mari sacrificii, deoarece opera sa emană încredere”. De remarcat în această suită de aprecieri făcute de autorul celebrei “Anatomii artistice” afirmația potrivit căreia pictorul “poate justifica toate detaliile demersurilor sale plastice”. Este probabil cea mai sintetică și cea mai aplicată judecată critică făcută vreodată asupra operei lui Traian Brădean. Spun asta bazându-mă pe faptul că, într-adevăr, artistul despre care s-au scris aceste cuvinte a știut întotdeauna, cu maximă precizie, de ce, cum și ce face într-un anume fel cu punctul, cu linia, cu pata de culoare. A fi în măsură să motivezi fiecare astfel de amănunt și o dată cu el legătura lui organică cu ansamblul imaginii înseamnă să fii un mic demiurg al propriului fragment de univers. Și mai înseamnă să poți sta cu fruntea sus atunci când cineva, oricine ar fi acela, îți va cere să dai seamă pentru condiția ta de artist.
La cei aproape 80 de ani ai săi, maestrul Traian Brădean poate sta liniștit din toate aceste puncte de vedere: este fără nici un dubiu făuritorul unei opere artistice profund personale, perene și, mai ales, autentice, în înțelesul pe care el însuși l-a definit. Poate tocmai de aceea își permite adesea să spună, contrariindu-i pe neavizați și făcându-i fericiți fără motiv pe cei care îl pizmuiesc în mod nesăbuit: “De fapt, eu nici măcar nu mă consider pictor!” (Corneliu Ostahie -Despre Traian Brădean,Intercity Magazin, nr 23, mai-iunie 2006)

## Lucrări în muzee și colecții particulare
- România ,SUA, Suedia ,Italia, Rusia ,Bulgaria Franța, Germania

## Lucrări de Traian Brădean - selecție
- Nud - u/p - http://www.galeria-orizont.ro/includes/showpic.php?picid=324 Arhivat în 8 octombrie 2007, la Wayback Machine.
- Femeia cu chitara - u/p - http://www.galeria-orizont.ro/includes/showpic.php?picid=1540%5Bnefuncțională%5D
- Măgar - u/p - http://www.galeria-orizont.ro/includes/showpic.php?picid=1830%5Bnefuncțională%5D
- Flori și chitară - http://www.galeria-atelier.ro/pictura/3_1.jpg%5Bnefuncțională%5D
- Peisaj din Transilvania - u/p - http://www.artnet.com/Artists/LotDetailPage.aspx?lot_id=BB0DF117B8CF8163
- Mozaic, 1983, Suceava - http://storage0.dms.mpinteractiv.ro/media/401/781/10667/3103314/1/07_simeze_copy44.jpg
- Flori - u/p - http://www.piliuta.ro/Poze%20Mari%20Lucrari/Traian%20Bradean%20-%20Flori.htm
- Nud - u/p - http://www.galeria-orizont.ro/includes/showpic.php?picid=1630%5Bnefuncțională%5D
- Peisaj - http://www.artmagazin.ro/oferte/31_Bradean%203.jpg%5Bnefuncțională%5D
- Vas verde cu flori - http://www.klug-art.net/gruene_vase.htm%5Bnefuncțională%5D